# جاي فنسنت
جاي فنسنت (بالإنجليزية: Jay Vincent)‏ مواليد 10 يونيو 1959 في كالامازو، هو لاعب كرة سلة أمريكي معتزل. بدأ مسيرته الاحترافية في سنة 1981. تم اختياره من قبل فريق دالاس مافيريكس خلال الدرافت. يبلغ طوله 6 قدم 7 بوصة (2.0 م). اعتزل اللعب في 1993. أحرز خلال مسيرته في الإن بي إيه 8729 نقطة بمعدل 15.2 نقطة في المباراة الواحدة.

## المسيرة الاحترافية
لعب مع دالاس مافيريكس من سنة 1981 إلى 1986، ثم لعب مع واشنطن ويزاردز في موسم 1986–1987، ثم لعب مع دنفر ناغتس من سنة 1987 إلى 1989، ثم لعب مع سان أنطونيو سبرز في سنة 1989، ثم لعب مع فيلادلفيا سفنتي سيكسرز في سنة 1989، ثم لعب مع لوس أنجلوس ليكرز في موسم 1989–1990، ثم لعب مع أولمبيا ميلانو في الدوري الإيطالي في موسم 1990–1991.

## روابط خارجية
- جاي فنسنت على موقع إن بي أي (الإنجليزية)
- جاي فنسنت على موقع سبورتس رفرنس (الإنجليزية)
- جاي فنسنت على موقع كلية كرة السلة في سبورتس رفرنس.كوم (الإنجليزية)
- جاي فنسنت على موقع ريلجم (الإنجليزية)
- جاي فنسنت على موقع بروبوليرز (الإنجليزية)